# جيمي روبرتسون (لاعب كرة قدم أمريكية)
جيمي روبرتسون (بالإنجليزية: Jimmy Robertson)‏ هو لاعب كرة قدم أمريكية أمريكي، ولد في 8 مارس 1901 في أبردين في المملكة المتحدة، وتوفي في 31 ديسمبر 1974.